# Xã Bogy, Quận Jefferson, Arkansas
Xã Bogy (tiếng Anh: Bogy Township) là một xã thuộc quận Jefferson, tiểu bang Arkansas, Hoa Kỳ. Năm 2010, dân số của xã này là 80 người.